# Satanas el Grande (album)
Satanas el Grande – debiutancki album studyjny polskiej grupy muzycznej Stillborn. Wydawnictwo ukazało się 5 grudnia 2004 roku nakładem wytwórni muzycznej Pagan Records. Nagrania zostały zarejestrowane na przełomie sierpnia i września 2004 roku w białostockim Hertz Studio.

## Lista utworów
Opracowano na podstawie materiału źródłowego.
1. "Pactum Inferni" – 2:46
2. "Massacre" – 2:54
3. "Satanas el Grande" – 4:20
4. "Anti-God, Anti-Human" – 2:55
5. "Execrable Lord Pretender" – 3:23
6. "Thousand Faced Bitch" – 2:46
7. "March of Armageddon Warriors" – 3:24
8. "Wrath, Death and Destruction" – 3:42
9. "Holymother Fucker" – 2:14
10. "The Sign of Evil Existence" (cover Rotting Christ) – 1:35